# トライアンフ・ボンネビル

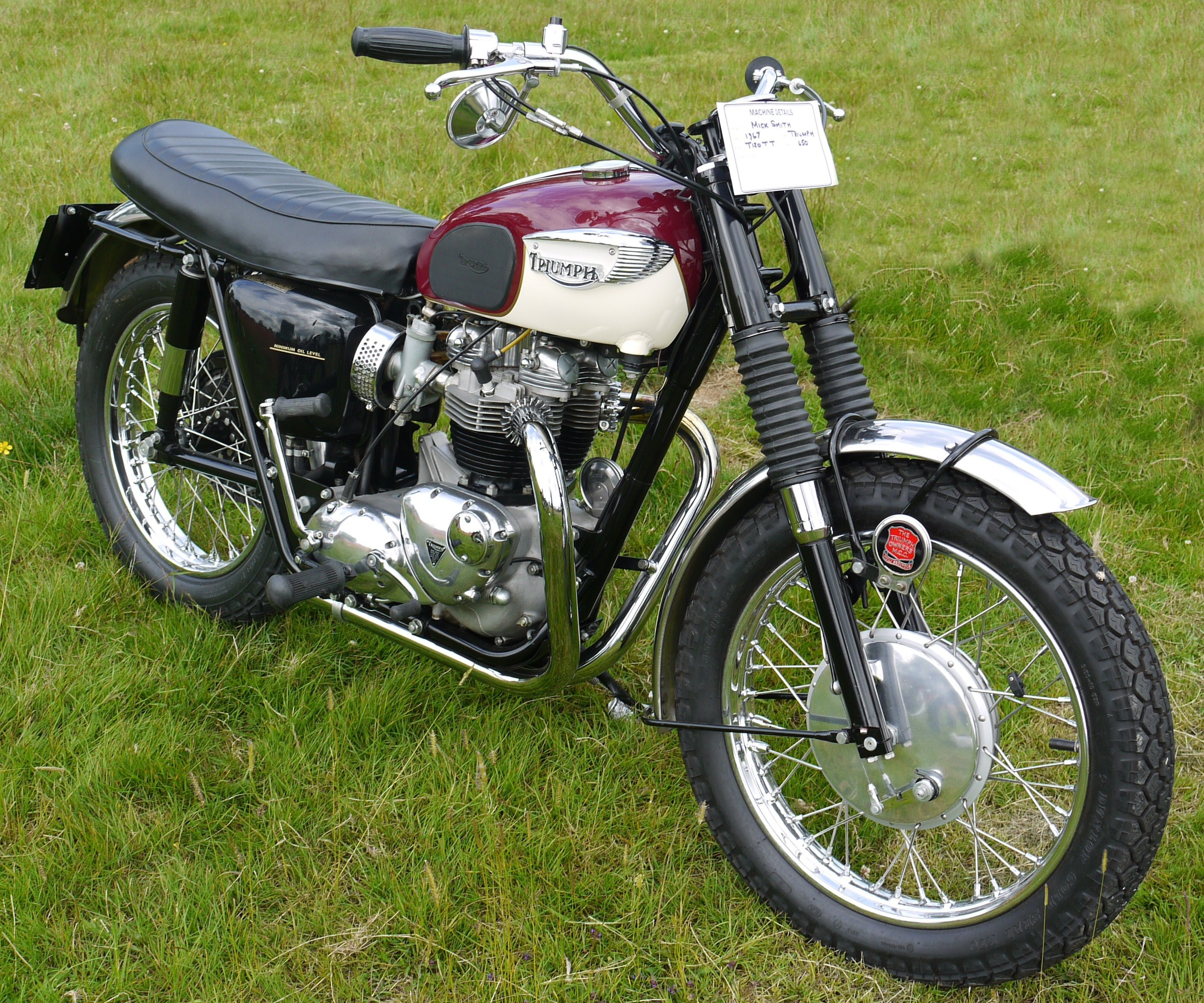
トライアンフ・ボンネビルT120、1967年モデル

ボンネビル（Bonneville）は、トライアンフが製造販売しているスタンダードタイプのオートバイである。1959年から生産されている。1959年から1983年の間と1985年から1988年の間の2回、メリデン工場で生産された。2001年に3度目としてヒンクリー工場で生産された。名前の由来はアメリカ合衆国ユタ州にあるボンネビル・ソルトフラッツからきている。

## モデル一覧

### T120ボンネビル
- T120
- T120R
- T120C
- T120TT
- T120RV
- T120V

### T140ボンネビル
- T140V
- T140RV
- T140J
- T140E
- T140D
- T140ES
- T140AV
- T140LE
- T140W TSS
- T140TSX
- ハリスT140

### ヒンクリーボンネビル
- ボンネビル790
- ボンネビル
- ボンネビルブラック
- ボンネビルSE
- T100
- スラクストン
- スクランブラー
- スピードマスター